# Ōkuninushi

Đồng tượng của Đại Quốc Chủ tại Xuất Vân đại xã

Đại Quốc Chủ (大國主/ おおくにぬし Ōkuninushi) là một vị thần (Kami) trong Thần đạo của Nhật Bản. Ông được tin là chúa của Xuất Vân Quốc cho đến khi được thay thế bởi Quỳnh Quỳnh Chử Tôn (Ninigi no Mikoto).

## Biệt xưng
Đại Quốc Chủ còn có một số biệt xưng danh khác như:
- Đại Quốc Chủ Thần (大國主神/ おおくにぬしのかみ Ōkuninushi no kami?) -thống trị đại quốc đích đế vương chi ý
- Đại Huyệt Mâu Trí Thần hay Đại Huyệt Trì Mệnh (大穴牟遲神 hay 大穴持命/ おおあなもち Ōanamochi?)
- Đại Kỉ Quý Mệnh (大己貴命/ おほなむち Ōhonamuchi?) danh tự của Đại Quốc Chủ khi còn trẻ
- Đại Nhữ Mệnh (大汝命/ おほなむち Ōhonamuchi?) xưng hộ được chép trong cuốn Bá Ma Quốc Phong Thổ ký
- Đại Danh Trì Thần (大名持神/ おおなもち Ōnamochi?)
- Đại Danh Trì Thần (大黒様/ おおなもち Daikoku-sama?)